# РБК ТБ
РБК — єдиний російський пропагандистський бізнес-телеканал.

## Про канал
На РБК-ТБ представлені економічні, фінансові та політичні новини Росії і зарубіжжя, аналітика, прогнози експертів, інтерв'ю з політиками та бізнесменами, огляди ділової преси, програми про актуальні проблеми російського бізнесу і ситуації на фінансових ринках.
На телеканалі працює більше п'ятисот співробітників, з них сорок аналітиків, що мають досвід роботи в банках і фінансових компаніях.
У серпні 2017 року телеканал «Дождь» повідомив, що на РБК запроваджено список експертів, у яких заборонено брати коментарі. Окрім цього журналістів каналу зобов'язали звітувати про свої сторінки у соцмережах.

## Програми

### В ефірі
- «Accelerate (Прискорення)»
- «Адреналін»
- «Відпочинок і туризм»
- «Герої відкритих ринків»
- «Діалог». Ведучі — Михайло Хазін, Сергій Алексашенко, Віктор Геращенко
- «Документальні історії на РБК»
- «Закордонний бізнес»
- «Зоряний пил»
- «Новини»
- «Огляд закордонної преси»
- «Огляд російської преси»
- «Ринки. Глобальний погляд»
- «Ринки. Інтерактивна випуск»
- «Ринки. Підсумки тижня»
- «Ринки»
- «Салон»
- «Світ за тиждень»
- «Світ сьогодні»
- «Сфера інтересів»
- «Форум». Ведучі — Ігор Віттель і Марія Строєва.

### Закриті
- «AutoNews Експерт»
- «AutoNews»
- «C-News: Технології майбутнього»
- «C-News»
- «Афіша»
- «Бізнес-стиль»
- «Все спочатку»
- «Ділова література»
- «Експо»
- «Інтрига дня»
- «Інтрига року»
- «Інтрига тижня»
- «Капітал»
- «Кіносфера»
- «Компанії»
- «Наші гроші. Інтерактив» (замінений на" Ринки. Інтерактивна випуск ")
- «Наші гроші»
- «Нерухомість»
- «Новини компаній» (тепер виходить тільки в рамках програми «Ринки»)
- «Персона»
- «Прямий ефір із Савіком Шустером»[2]
- «Рекламна пауза»
- «У фокусі»

### Короткі рубрики
- «Питання дня»
- «Курси валют»
- «Макроекономічна статистика»
- «Світ сьогодні. Без коментарів»
- «Призначення і відставки»
- «Погода»

## Логотип
Телеканал змінив 6 логотипів. Нинішній — сьомий за рахунком.
1. З 2003 по 2011 рік стояв у правому верхньому куті. З 2011 по даний час стоїть у правому нижньому куті.
2. З 1 вересня 2003 по 4 вересня 2011 року логотипом був графік жовтого кольору з написом «РБК». Знаходився у правому верхньому куті.
3. З 5 вересня по 4 грудня 2011 року використовувався той же логотип, але він був трохи стиснутий. Знаходився там же.
4. З 5 по 11 грудня 2011 року використовувався той же логотип, але графік став зеленого кольору і він був обрізаний і напис «РБК» стала під ним і логотип помістили на білу підкладку. Знаходився у правому нижньому куті. З 12 грудня 2011 по 23 вересня 2012 року використовувався той же логотип, але на білій підкладці графік зеленого кольору став цілим і напис «РБК» стала на графіку. Знаходився там же.
5. З 24 вересня 2012 по 3 лютого 2013 року логотипом був темно-сірий напівпрозорий прямокутник, на ньому був напис «РБК». Знаходився там же.
6. З 4 лютого по 10 вересня 2013 року логотипом був темно-сірий напівпрозорий прямокутник, на ньому два трикутника зелено-синього кольору, твердо стоять на своєму катете, праворуч від них слово «РБК» і змінився шрифт. Знаходився там же.
7. З 11 вересня 2013 року по даний час використовується той же логотип, але у слова «РБК» змінився шрифт. Знаходиться там же.

Перший і другий логотип з 1 вересня 2003 по 4 грудня 2011 року
Шостий і сьомий логотип без напису

## Мовлення
Мовлення і випуски новин — цілодобові. З 7:00 до 1:00 — активне інформаційне мовлення; з 1:00 до 7:00 — повтор інформаційних та аналітичних блоків. Новини виходять в ефір кожні 30 хвилин.
На телеканалі поєднані дві концепції мовлення — новинна та аналітична. Передбачено ранкове мовлення (блок ранкових програм), денне мовлення (більш аналітичне) і вечірнє мовлення (новини, підсумки дня). Інформаційна політика телеканалу відповідає редакційній політиці ЗМІ, що входять до групи компаній РБК.
Мовлення здійснюється головним чином кабельними мережами.

## Глядацька аудиторія
Згідно з соціологічними дослідженнями, глядачі телеканалу РБК — це люди у віці 25-55 років з вищою освітою і доходами вище середнього.
У діловій та фінансовій інформації перш за все зацікавлені керівники вищої і середньої ланки, співробітники банків, інвестиційних компаній, фондів, бірж, аудиторських і консалтингових компаній, журналісти, представники федеральних і регіональних державних структур та органів, підприємці та менеджери, спеціалісти та бізнесмени, а також студенти економічних вузів і приватні інвестори.

## Керівники телекомпанії РБК
- Любимов Олександр Михайлович — генеральний директор
- Уварова Ганна Валентинівна — головний редактор (2010 — донині).
- Єрмолаєв Михайло Сергійович — головний редактор (2003—2010).
- Колпаков Костянтин Володимирович — заступник генерального директора (2003—2010).
- Борисовський Олег Вікторович — виконавчий директор.